# Frank Rosenthal
Frank Lawrence "Lefty" Rosenthal (Chicago, 12 juni 1929 - Miami Beach, 13 oktober 2008) was een professioneel gokker, casinobaas in Las Vegas en lid van de georganiseerde misdaad. De film Casino is deels op zijn leven gebaseerd.

## Vroege jaren
Rosenthal maakte zich in zijn jeugd het afsluiten van sportweddenschappen eigen op de tribune van het honkbalstadion Wrigley Field en spijbelde vaak om sportwedstrijden in Chicago bij te wonen. Midden jaren vijftig was hij betrokken bij de maffiaorganisatie Chicago Outfit.

## Las Vegas-carrière
Als pionier op het gebied van sportweddenschappen exploiteerde Rosenthal in het geheim de casino's Stardust, Fremont, Marina en Hacienda in de tijd dat de Chicago Outfit er de controle over had.